# Isa Boletini
Isa Boletini (Boletin, 15 de janeiro de 1864 – Podgoritza, 23 ou 24 de janeiro de 1916) foi um comandante revolucionário e político albanês e reavivalista do Kosovo.
Quando jovem, ele se juntou à Liga Nacionalista Albanesa de Prizren e participou de uma batalha contra as forças otomanas. Depois disso, ele construiu uma base de poder na área de Mitrovica. Em 1909, ele e outros chefes albaneses do Kosovo revoltaram-se contra a imposição de impostos aos muçulmanos pelos turcos.  Em seguida, ele teve um papel importante na revolta de 1910 contra o domínio otomano, na revolta albanesa de 1912 e depois lutou contra os exércitos montenegrino e sérvio em Kosovo. Ele participou da Declaração de Independência da Albânia em Vlorë (novembro de 1912) e foi então designado como agente diplomático dos britânicos (1913) e guarda-costas do Príncipe Guilherme da Albânia (1914). Ele foi morto durante um tiroteio em Podgoritza em circunstâncias pouco claras em janeiro de 1916.

## Biografia

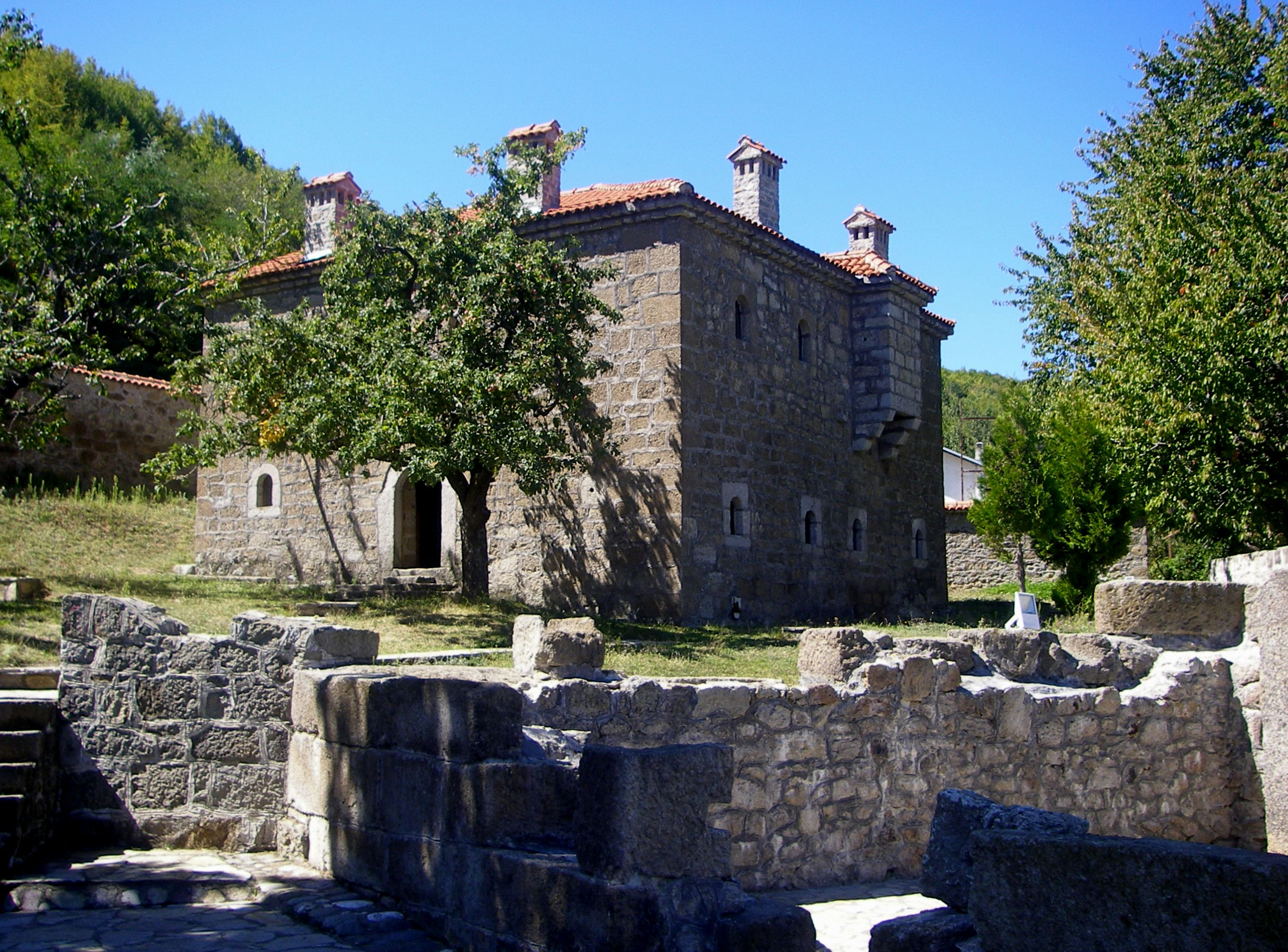
Vista do "Complexo Isa Boletini" e ruínas da casa original da família.

Isa Boletini nasceu na aldeia de Boletin, perto de Mitrovica, então parte do Império Otomano.   Sua família era formada por muçulmanos albaneses que migraram para Boletin da vila de Isniq, perto de Deçan, devido a uma rixa de sangue (gjakmarrja), embora eles tenham vindo de Shala, no norte da Albânia. Eles adotaram o sobrenome Boletini ("de Boletin") de sua aldeia. Seu nome comum em albanês é Isa Boletini, traduzido como Isa Boletin  e Isa Boljetini.  Outra grafia comum é Isa Boletin. Seu nome também é escrito em em turco: İsa Bolatin.  Em algumas obras alemãs e italianas, o nome é escrito "Issa Boletinaz". Outras grafias incluem "Isa Boletinac".  Os Shala eram a tribo mais pobre da Albânia, com uma pequena exceção de cerca de 400 famílias que viviam em Isniq.  Eles estavam em conflito com a tribo Gashi até fazerem as pazes em agosto de 1879. 
Boletini teve vários filhos, que são mencionados em 1924 como vivendo com suas mulheres e outros parentes na kulla (casa-torre) de Boletini (que havia sido destruída pela artilharia otomana várias vezes) perto do Mosteiro de Sokolica.  Seu filho Mustafa foi um líder rebelde nas Guerras dos Balcãs. 

## Carreira

### 1878–1907
Após o surgimento da Liga Nacionalista Albanesa de Prizren em 1878, Isa Boletini participou ativamente na evolução do cenário político e militar da região.  Este envolvimento começou de forma proeminente com seu engajamento na Batalha de Slivova contra as forças otomanas em abril de 1881.  Boletini estabeleceu uma influência substancial na sua região natal, um poder que muitas vezes o levou a interações complexas e contenciosas com a comunidade local. 
Durante a virada do século, o papel de Boletini se diversificou. Em 1898-99, ele era conhecido por sua postura protetora em relação à comunidade ortodoxa sérvia na região de Mitrovica.  Tais ações lhe renderam reconhecimento de vários setores, incluindo o Reino da Sérvia, que lhe concedeu uma medalha e um suprimento de armas.  Boletini e seu irmão Ahmed viviam nas proximidades do Mosteiro de Sokolica, um mosteiro ortodoxo sérvio situado entre aldeias albanesas.  No entanto, a tranquilidade foi cada vez mais ofuscada pelas crescentes tensões étnicas após 1900. 

### 1908–1911
Durante a Revolução dos Jovens Turcos (1908), uma grande reunião em Firzovik de notáveis urbanos locais e clérigos muçulmanos (ulama) apoiou a restauração da constituição, enquanto Boletini, do lado dos chefes, viu essa posição como deslealdade ao sultão.  Ele retirou suas forças antes que uma decisão pudesse ser tomada, percebendo a fraqueza de sua posição.  Durante a revolução, rumores da época diziam que Abdul Hamid II pediu ajuda a Boletini para dispersar a reunião de Firzovik.  Ele era leal ao sultão, embora em 1908 Boletini tenha dado seu apoio inicial aos Jovens Turcos e mais tarde tenha lutado contra seu governo.   Boletini foi deputado do Kosovo na Assembleia Otomana entre 1908 e 1912.
O Comitê União e Progresso, c. de um mês após a restauração da constituição, decidiu abordar questões de vinganças sangrentas no Kosovo, condenando albaneses envolvidos em assassinatos.  No final de 1908, medidas agressivas foram impostas pelos moradores locais – Nexhip Draga e outros notáveis no Kosovo viam Boletini como um incômodo, uma ameaça e um leal ao sultão Abdulhamid II e pressionaram o novo governo dos Jovens Turcos (CUP) para sua prisão e destruição de sua kulla (casa da torre).  As diferenças de classe entre Draga, um proprietário de terras que queria lei e ordem, e Boletini, um chefe que preferia a manutenção de antigos privilégios e autonomia, juntamente com o desacordo em Firzovik sobre a restauração da constituição, resultaram na cisão.  Incapaz de convencer os membros do CUP em Mitrovica a tomar medidas, Draga viajou para Salónica e apresentou o seu caso ao comité local do CUP, que aprovou e conseguiu que o governo otomano agisse contra Boletini.  O governo otomano, precisando de um pretexto para agir, enviou um oficial com alguns soldados para cumprir uma ordem judicial a Boletini por receber ilegalmente terras do sultão que antes pertenciam a um local chamado Haxhi Ali.  Boletini zombou das acusações, amaldiçoou a revolução dos Jovens Turcos e expulsou as autoridades otomanas.  As forças otomanas chegaram à sua fortaleza pouco depois, resultando num ataque e num tiroteio violento com Boletini a escapar com um pequeno grupo de homens e o seu kulla foi arrasado.  As autoridades otomanas locais, como o mutasarrif de İpek (Pejë), aconselharam o governo dos Jovens Turcos a não tomar medidas contra Boletini, alegando que isso poderia causar problemas maiores ao estado e, em vez disso, defenderam uma demonstração de força para fazer os chefes locais se submeterem.  Após os acontecimentos com Boletini, o exército otomano percorreu o Kosovo e arrasou outros kullas de vários chefes envolvidos no sistema deruhdecilik (proteção "racket"). 
Durante o incidente de 31 de março, Boletini, juntamente com vários chefes albaneses do Kosovo, ofereceram assistência militar ao sultão.  Em 15 de Maio de 1909, os Jovens Turcos, continuando a sua antiga política de negar os direitos nacionais aos albaneses, enviaram uma expedição militar ao Vilaiete do Kosovo para travar o crescimento de atitudes hostis ao governo e quebrar a resistência dos camponeses, que se recusavam a pagar os impostos que Istambul tinha introduzido.  Cavid Pasha, o novo comandante da divisão em Mitroviça, recebeu ordens de realizar uma sucessão de operações militares contra os montanheses albaneses, em particular a captura de Boletini.  Os Jovens Turcos expressaram a opinião através do seu jornal Tanin de que a maioria dos albaneses da área tinha feito o seu besa (promessa) de não se oporem ao governo, para além de Boletini e alguns apoiantes.  As autoridades otomanas ofereceram uma recompensa de 300 liras a Boletini pela sua captura.  Devido às tentativas das autoridades de cobrar impostos que até então eram pagos quase inteiramente pelos cristãos, eclodiram graves distúrbios entre as tribos muçulmanas guerreiras do norte da Albânia.  Boletini, um líder proeminente frequentemente homenageado pelo sultão, e outros chefes de Pejë e Yakova (Gjakovë), atacaram o exército otomano, e inúmeras lutas levaram a muito derramamento de sangue, o exército otomano também bombardeou várias aldeias.   Boletini liderou combates em Pristina, Prizren e outros lugares. 
Boletini desempenhou um papel importante na Revolta Albanesa de 1910.  No início de 1910, ele visitou os montanheses albaneses que fugiram para Montenegro, onde receberam armas adicionais do rei Nikolla.  No Kosovo, em İpek, Boletini e os chefes de doze clãs albaneses das terras altas concordaram em uma ação conjunta contra os otomanos.  Os albaneses do Kosovo partiram para a ofensiva e com 2.000 homens Boletini atacou Firzovik e Prizren.  Ele resistiu ao exército otomano em Carraleva por dois dias.  Boletini escapou mais tarde quando os otomanos reprimiram a rebelião.  Em 1910, Nopcsa nomeou ele e o anterior Ali Pasha Draga como as principais figuras albanesas em Mitrovica.  Em 1910-11, o governo montenegrino encorajou as tribos albanesas do norte (Malissori) a se revoltarem contra o Império Otomano. Além dos católicos Malissori, também foram abordados alguns líderes albaneses do Kosovo, entre eles Boletini.  Boletini pretendia usar Montenegro como base para incursões na Albânia Otomana.   A princípio, Montenegro ignorou sua presença, mas em 15 de junho, após numerosos protestos do embaixador otomano, escoltou Boletini e seus treze seguidores para longe da fronteira albanesa. 

### 1912

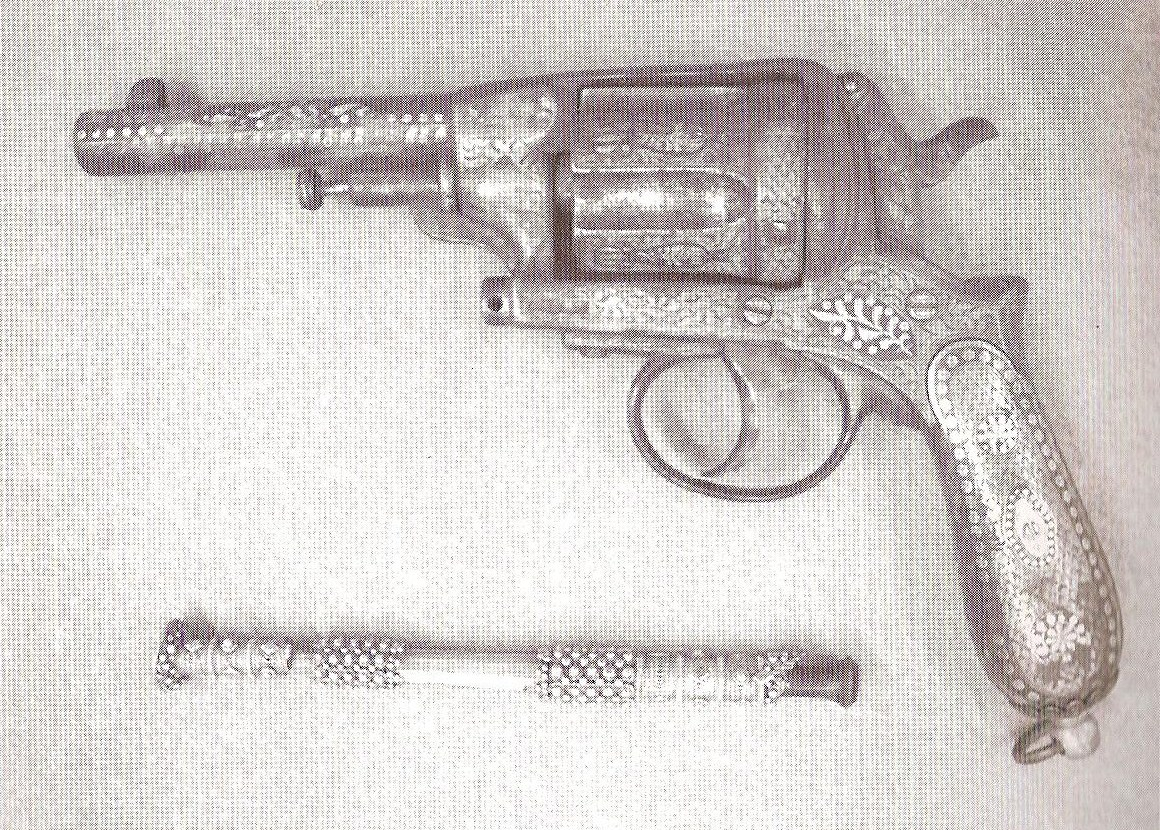
Revólver de Boletini, no Museu Nacional da Albânia.

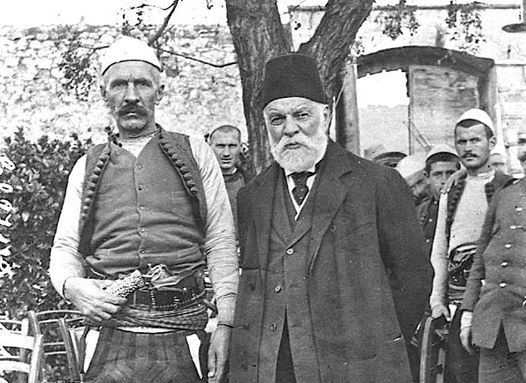
Boletini e Ismail Qemali em Vlorë.

No prelúdio da revolta, o governo sérvio trabalhou com alguns grupos guerrilheiros albaneses para estar em posição de criar dificuldades se o momento o exigisse e, para esse fim, cortejou Boletini através da organização sérvia conhecida como Mão Negra.  Em 23 de abril, os rebeldes de Hasan Prishtina revoltaram-se nas Terras Altas de Gjakova, que depois se espalharam.  Em 20 de maio, Boletini, juntamente com outros líderes albaneses, estavam presentes numa reunião em Junik, onde foi feita uma besa (promessa) de travar uma guerra contra o governo dos Jovens Turcos através de uma insurreição armada no vilaiete do Cossovo.    Na primavera de 1912, Boletini liderou uma revolta no Kosovo, com vitórias surpreendentes após vitórias contra os turcos.  Durante a revolta de 1912, enquanto esperavam por uma resposta otomana às exigências dos rebeldes, Boletini e outros líderes da rebelião ordenaram que suas forças avançassem em direção a Üsküb (atual Skopje), que foi capturada entre 12 e 15 de agosto.   Os irregulares albaneses ameaçaram então marchar sobre Bitola e Salónica,  e os otomanos enviaram tropas contra os rebeldes, que se retiraram para as montanhas, mas continuaram a protestar contra o governo, e em toda a região entre İpek e Mitrovica saquearam depósitos militares, abriram prisões e cobraram impostos dos habitantes para os chefes albaneses. 
Em 18 de agosto, a facção moderada liderada por Prishtina conseguiu convencer Boletini e outros líderes Idriz Seferi, Bajram Curri e Riza Bey Gjakova do grupo conservador a aceitar o acordo com os otomanos para os direitos sociopolíticos e culturais albaneses.   Os otomanos concordaram então com concessões que prometiam autonomia para os vilaietes de Kosovo, Scutari, Yanina e parte de Monastir (Bitola), habitados por albaneses.  Em 18 de agosto de 1912, a Porte respondeu que estava disposta a conceder uma série de direitos económicos, políticos, administrativos e culturais, mas nenhuma autonomia formal.  O lado albanês aceitou, abandonou outras reivindicações nacionais e pacificou Boletini, que voltou para casa.  O lado otomano aceitou em 4 de setembro.  Isto criou um estado albanês virtualmente autónomo.  Enquanto os albaneses muçulmanos do Kosovo ficaram satisfeitos, os vizinhos dos Balcãs e os albaneses católicos não ficaram.  Os estados dos Balcãs previram a divisão da Albânia entre eles e apressaram-se assim a precipitar a guerra.  Montenegro conquistou os Malissori, apoiando uma entidade católica autónoma do norte da Albânia. 
Em agosto, o coronel Dragutin Dimitrijević "Apis", chefe da organização sérvia Mão Negra, enviou uma carta solicitando que Boletini e seus homens ajudassem os sérvios na luta contra os otomanos.  A Mão Negra estimulou e encorajou os albaneses do Kosovo na sua revolta, prometendo-lhes ajuda; o Coronel Apis visitou o norte da Albânia várias vezes para entrar em contacto com os líderes da revolta albanesa, especialmente Boletini.  Apis declarou que os sérvios apenas queriam libertar os albaneses da submissão otomana e que tanto os sérvios como os albaneses beneficiariam com a libertação do país.  Conseguindo persuadir os albaneses do Kosovo a lutar contra os otomanos, no entanto, Apis e seus homens cometeram assassinatos políticos disfarçados de albaneses e, eventualmente, os exércitos montenegrino e sérvio massacraram os albaneses e interromperam o fluxo de armas para os albaneses, no início de setembro de 1912. 

### Guerras dos Bálcãs

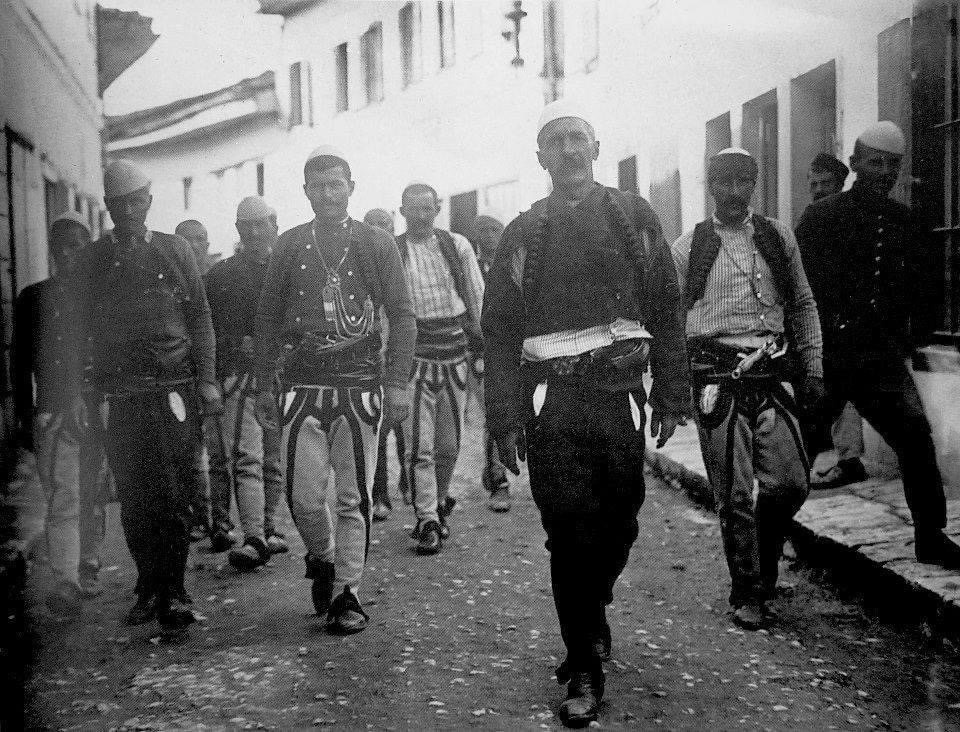
Boletini na cidade de Vlorë (1912)

No início da Primeira Guerra dos Balcãs, o exército otomano foi apoiado por alguns voluntários e irregulares albaneses; as autoridades otomanas forneceram aos homens de Boletini 65.000 rifles  e para proteger as terras albanesas dentro do império, ele lutou ao lado deles, o que decepcionou a Sérvia.  O seguinte relato histórico dos eventos (não corroborado por nenhum outro pesquisador de origem albanesa ou não) é de Isa Blumi, um pesquisador de Estudos Turcos, baseado na Suécia. Em 28 de novembro de 1912, em Vlora, a Assembleia Nacional Albanesa proclamou a independência. Ismail Qemali recusou-se a esperar por Boletini e outros líderes albaneses do Vilaiete de Kosovo e fez a declaração apressadamente.  A elite do sul queria impedir os planos de Boletini de se afirmar como uma figura política chave e usou-o para satisfazer as suas necessidades militares. 
Boletini contribuiu para a proteção do governo de Vlora, e mais tarde fez parte da delegação albanesa na Conferência de Londres (1913), juntamente com Ismail Qemali, chefe do governo albanês.  A delegação albanesa queria um Kosovo dentro das fronteiras do recém-fundado estado da Albânia, porém as Grandes Potências disseram não e cederam a região à Sérvia. 
Em 1913, Boletini e Bajram Curri comandaram rebeldes contra os exércitos sérvio e montenegrino.  Em 13 de agosto de 1913, ocorreram hostilidades na fronteira sérvio-albanesa. Um tenaz grupo de combatentes albaneses sob o comando de Boletini, agora Ministro da Guerra no Governo Provisório, fez um ataque bem-sucedido à cidade fronteiriça de Debar e a capturou da pequena guarnição sérvia, que teve que se retirar após sofrer severas perdas. 
Em 23 de setembro de 1913, a insatisfação da população albanesa por se encontrar sob o domínio sérvio levou a uma revolta na Macedônia de patriotas albaneses que se recusaram a aceitar a decisão da Conferência de Embaixadores sobre as fronteiras albanesas. O governo albanês organizou resistência armada para recuperar as áreas perdidas e 6.000 albaneses sob o comando de Boletini, o Ministro da Guerra, cruzaram a fronteira. Após um confronto com os sérvios, as forças retomaram Debar e então marcharam, junto com um grupo búlgaro liderado por Petar Chaoulev, na direção de Ocrida, mas outro grupo foi detido com perdas em Mavrovo. Em poucos dias, eles capturaram as cidades de Gostivar, Struga e Ocrida, expulsando as tropas sérvias. Em Ohrid, eles criaram um governo local e mantiveram as colinas em direção a Resen por quatro dias. 

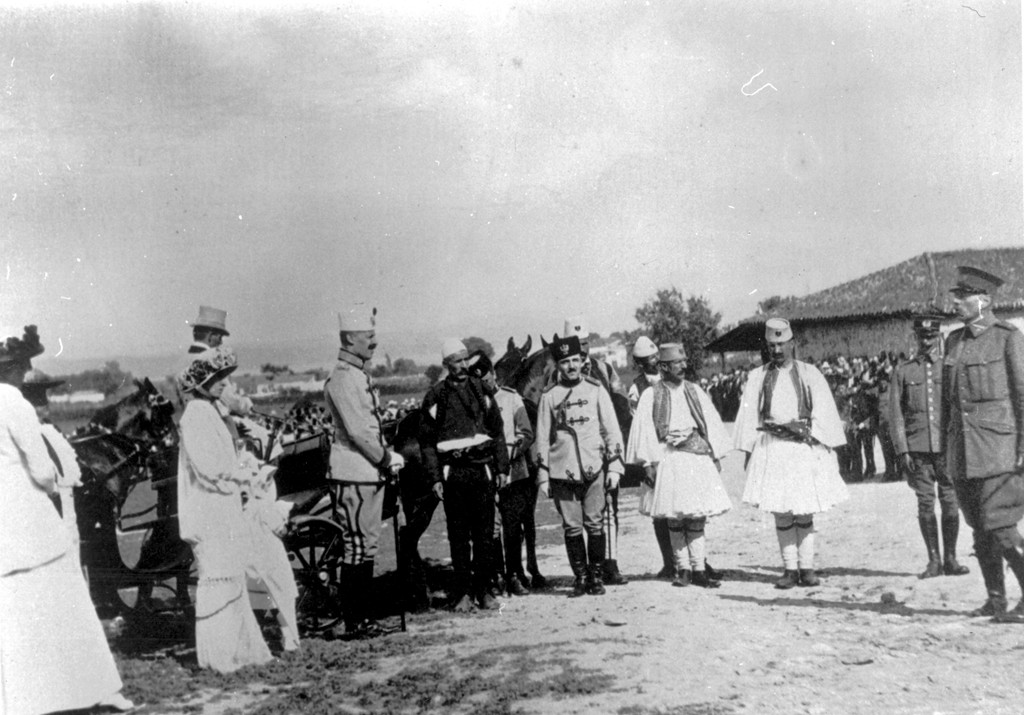
Príncipe Guilherme, Boletini, Duncan Heaton-Armstrong e Coronel Thomson em Durrës (1914).

### 1914
Durante a revolta camponesa pró-otomana na Albânia central, que eclodiu em meados de maio de 1914,  Isa Boletini e suas tropas defenderam o príncipe Guilherme. 
Quando a revolta se deteriorou em junho de 1914, Boletini e seus homens, principalmente do Kosovo, juntaram-se à Gendarmaria Internacional Holandesa na luta contra os rebeldes pró-Otomanos. 

### Primeira Guerra Mundial
Durante a Primeira Guerra Mundial, Boletini comandou guerrilheiros contra os exércitos montenegrino e sérvio. 

## Morte
Há diferentes histórias sobre sua morte em Podgorica em 23 ou 24 de janeiro de 1916:
- Boletini ficou gravemente doente enquanto defendia Scutari e, para não ser levado pelos montenegrinos, procurou pedir proteção no consulado francês em Cetinje. Ele foi preso no Hotel Cetinje e imediatamente enterrado em Nikšić, depois em Podgorica. Durante a entrada do exército austro-húngaro e o caos em Podgorica, a gendarmaria montenegrina matou Boletini, seus dois filhos, dois netos, genro, sobrinho e dois companheiros leais, na ponte sobre o rio Morača em 23 de janeiro de 1916. Acreditava-se que ele foi ao encontro do exército austro-húngaro. [52] Segundo os jornais albaneses, a unidade da Gendarmaria Montenegrina que matou Boletini estava sob o comando de Savo Lazarević. [53]
- O historiador Bogumil Hrabak mencionou que sua morte ocorreu "na agitação que ele provocou com suas ameaças de que tomaria conta da cidade". [52]
- Owen Pearson afirma que em 24 de janeiro de 1916 foi morto enquanto "virtualmente prisioneiro" em Podgorica, depois que uma disputa provocada pelos montenegrinos levou a uma luta na cidade. Ele conseguiu matar oito antes de morrer. [54]
- A imprensa de Belgrado afirmou que, durante a ocupação austro-húngara de Montenegro, quando os cidadãos deveriam entregar armas às autoridades, Isa Boletini, seu filho e seis amigos se recusaram, entraram no tribunal da cidade onde as pessoas estavam reunidas e tentaram encorajá-las a resistir à ocupação, depois atiraram em um escritor montenegrino e em dois policiais (panduri). Seguiu-se uma caçada humana, na qual Boletini foi morto. [55]

## Bandeira de Isa Boletini

Bandeira de Isa Boletini

A bandeira de Isa Boletini foi usada pela primeira vez na Assembleia de Isniq em 1910. Mais tarde, foi erguido no topo de uma colina em Visekovc e, em 12 de agosto de 1912, Boletini e trinta de seus homens o carregaram pelas ruas de Skopje, que na época fazia parte do Vilaiete de Kosovo . A mesma bandeira foi usada em Vlorë, quando Boletini e uma cavalaria de quatrocentos combatentes entraram na cidade no dia em que a Albânia declarou sua independência. 

## Avaliação e legado
Boletini era alto, bem constituído e forte, com grande reputação, cujos feitos de bravura e fugas de turcos e sérvios se tornaram lendas na Albânia.  Ele era conhecido por sempre usar o tradicional boné branco qeleshe albanês e o traje nacional. Ele é considerado um dos maiores patriotas e heróis da Albânia. Suas ideias influenciaram pessoas como Mid'hat Frashëri e importantes nacionalistas albaneses. Durante o encontro de aviões em Podgorica em 24 de junho de 1934, a piloto Tadija Sondermajer usou um vestido montenegrino e a espingarda de pederneira de Boletini. 

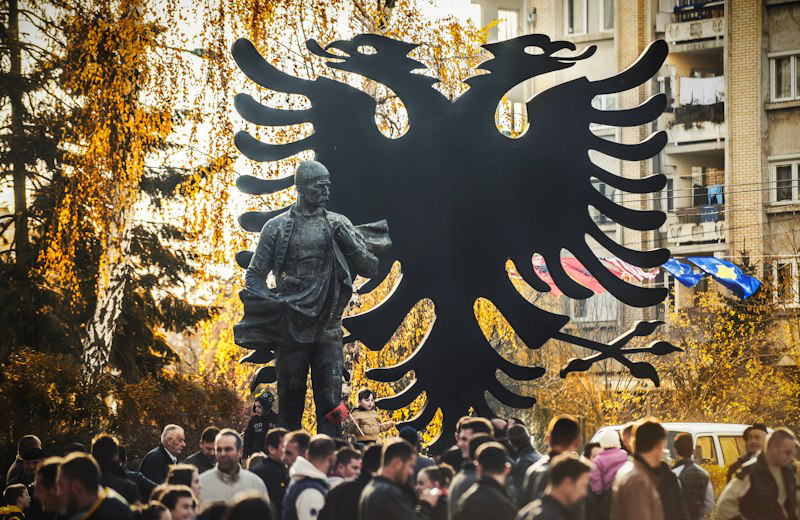
Estátua de Boletini no centro de Mitrovica inaugurada durante o 100º aniversário da Independência da Albânia.

Em 2010, Fatmir Sejdiu, o presidente da República do Kosovo, concedeu-lhe a ordem mais alta, "Herói do Kosovo", juntamente com Azem Galica, Shote Galica, Hasan Prishtina e Bajram Curri.  Uma estátua dele foi descoberta no sul de Mitrovica no 100º aniversário da Independência da Albânia e no Dia da Bandeira (28 de novembro de 2012).  Durante a partida abandonada Sérvia x Albânia (eliminatórias da Eurocopa 2016 da UEFA), em 14 de outubro de 2014, enquanto o jogo estava suspenso, um pequeno drone quadricóptero controlado remotamente com uma bandeira suspensa pairava sobre o estádio. A bandeira mostrava os rostos de Ismail Qemali e Isa Boletini e um mapa da Grande Albânia. 
O Monumento Isa Boletini é uma estátua heróica de Boletini em Shkodër, no noroeste da Albânia.  Tem 4,8m de altura e foi erguido em 1986.

## Citações
- "Quando chegar a primavera, adubaremos as planícies do Kosovo com os ossos dos sérvios, pois nós, albaneses, sofremos demais para esquecer", 1913. [62]
- Quando Sir Edward Grey encontrou Boletini em Londres, no Ministério das Relações Exteriores Britânico, depois de ter a munição do cinto da sua pistola removida, ele disse: "General, os jornais podem registrar amanhã que Boletini, a quem nem mesmo Mahmut Shefqet Paxá conseguiu desarmar, foi desarmado em Londres", ao que Boletini respondeu "Não, não, nem em Londres", e então sacou uma segunda pistola do bolso. [3]